# Звено (стратиграфическое подразделение)
Звено — единица стратиграфической шкалы, подчинённая разделу. Имеет две характеристики — биостратиграфическую и климатостратиграфическую, подразделяется на нижнее, среднее и верхнее.
Используется для отложений четвертичной и, вероятно, неогеновой системы. Включает комплексы горных пород, образовавшихся за нескольких климатических циклов — похолодание и потепление (ледниковая и межледниковая эпохи) или увлажнение и иссушение (плювиал, арид).